# Pinheiro (Castro Daire)
Pinheiro é uma povoação  portuguesa sede da freguesia homónima do Município de Castro Daire. Tem com 19,6 km² de área e 669 habitantes (censo de 2021), tendo, por isso, uma densidade populacional de 34,1 hab./km².
Fica a uma distância de 8 quilómetros da sede do município.

## História
No século XIII Pinheiro era paróquia da chamada Terra de Moção, estando sujeita a pesados tributos em géneros e até em dinheiro. A então designada paróquia de S. João Baptista de Pinheiro de Paiva ou, então, S. João de Pinheiro de Paiva já pertencia à primitiva diocese de Lamego chamando-se Cantabrano, assim está mencionado no “Parachiale” suévico do século VI. Foi vila e sede do concelho então chamado de Pinheiro e Moção que foi extinto em 1834.
Desta forma, as origens desta freguesia remontam à época da ocupação germânica e nos primórdios da cristianização desta região. Sabe-se que foi depois da fundação da Nacionalidade que o povoamento foi feito nesta freguesia, através de casais que pertenciam, na sua totalidade, ao rei (reguengos). No século XVI, D. Manuel reforma o foral de Moção e concede foral a Pinheiro, a 13 de Junho de 1514 em Lisboa. Nesta altura, a população de Pinheiro era formada por dez casais agrícolas e cada um pagava ao rei vinte alqueires de pão, trigo, cevada ou milho, centeio, pelo linho três “manadas” (mão cheia) e quarenta reais. Os maninhos e montados pertenciam ao concelho e o gado do vento (perdido) era direito régio.
O foral dado a Pinheiro era uma réplica do de Lamego que serviu de minuta para outros, o que demonstra a importância de Lamego nesta altura. O monumento a destacar é a sua igreja constituída por dois corpos, a capela-mor e a parte do corpo da igreja alongada em 1713. Na altura das Inquirições, em 1258, o juiz da Terra de Moção confirma a posse da igreja e a paróquia à coroa régia. Então, em 1517, D. Manuel doou-a como Comenda à Ordem de Cristo, autorizado pelo Papa Leão X.

## Povoações da freguesia
- Cetos
- Desfeita
- Moção
- Pereira
- Pinheiro
- Portela de Ribas
- Póvoa de Montemuro
- Ribas
- Trancoso
- Várzea Longa
- Vila Nova
- Vila Seca

## Demografia
A população registada nos censos foi:
| Distribuição da População por Grupos Etários | Distribuição da População por Grupos Etários | Distribuição da População por Grupos Etários | Distribuição da População por Grupos Etários | Distribuição da População por Grupos Etários |
| -------------------------------------------- | -------------------------------------------- | -------------------------------------------- | -------------------------------------------- | -------------------------------------------- |
| Ano                                          | 0-14 Anos                                    | 15-24 Anos                                   | 25-64 Anos                                   | > 65 Anos                                    |
| 2001                                         | 126                                          | 96                                           | 371                                          | 275                                          |
| 2011                                         | 57                                           | 60                                           | 328                                          | 285                                          |
| 2021                                         | 37                                           | 43                                           | 290                                          | 299                                          |

## Atividades económicas
- Agricultura
- Pecuária
- Apicultura
- Construção civil
- Comércio

## Serviços Sociais
- Lar de Idosos

## Festas e romarias
- S. José (19 de março)
- Santo António (domingo próximo de 13 de junho)
- S. João (24 de junho)
- Nossa Senhora da Visitação (1º domingo de agosto)

## Património cultural e edificado
- Igreja paroquial
- Cruzeiro da Independência

## Locais turísticos
- Praia fluvial nas margens do rio Paiva
- Lugares de Santa Helena e Outeiro de Baixo
- Lapardeiras
- Serra de Montemuro

## Gastronomia
- Cabrito assado
- Feijão com couves
- Presunto
- Enchidos
- Queijo
- Manteigas caseiras

## Artesanato
- Tecelagem de linho
- Colchas de farrapão
- Tamancaria
- Cestaria
- Rendas e bordados

## Coletividades
- Associação Recreativa e Cultural da Póvoa de Montemuro
- Associação Cultural de Pereira
- C.D.R.C. Cetos
- Rancho Folclórico de Cetos - extinto
- Associação de Solidariedade Social de Santa Isabel
- Associação Cultural e Recreativa de Vila Nova
- Associação Cultural e Recreativa de Ribas

## Cultura
- Tuna de Cetos
- Os Carvoeiros - Povoa de Montemuro (Música tradicional) - inativo

## Instituições

### Cetos
- Escola 1.º CEB
- Associação de Solidariedade Social Santa Isabel

### Vila Nova
- Escola 1.º CEB
- Centro Cultural Desportivo e Recreativo Vila Nova

### Pereira
- Centro Cultural Desportivo e Recreativo da Pereira
- Escola 1.º CEB

### Póvoa de Montemuro
- Escola 1.º CEB
- Associação Recreativa e Cultural da Póvoa de Montemuro

### Moção
- Escola 1.º CEB

### Vila Seca
- Escola 1.º CEB

### Ribas
- Associação Recreativa e Cultural de Ribas